# صبنجة

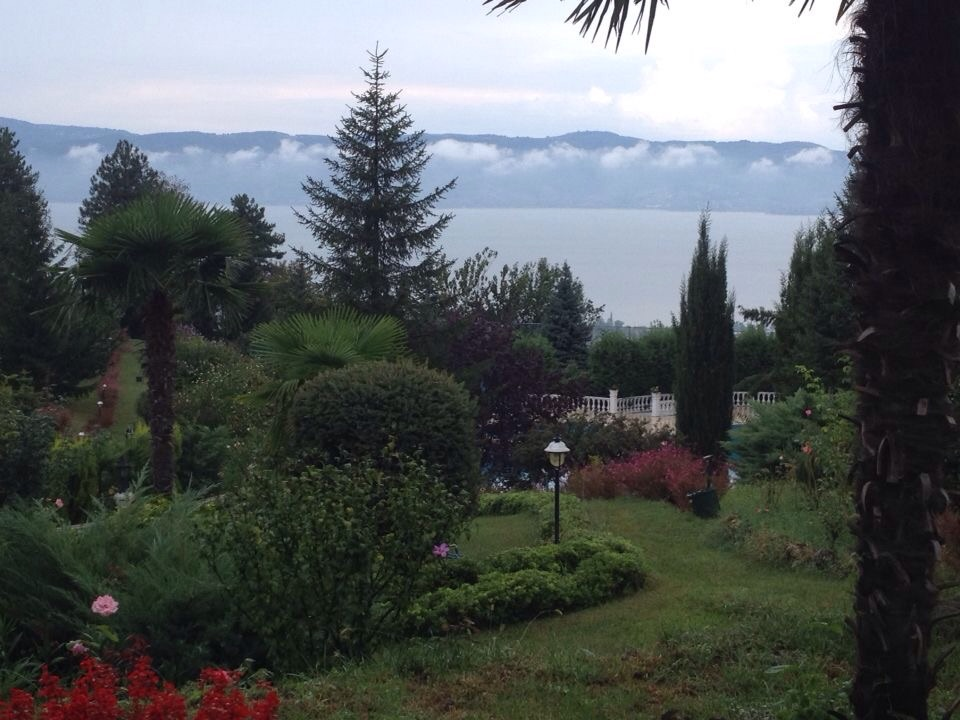
صبنجة

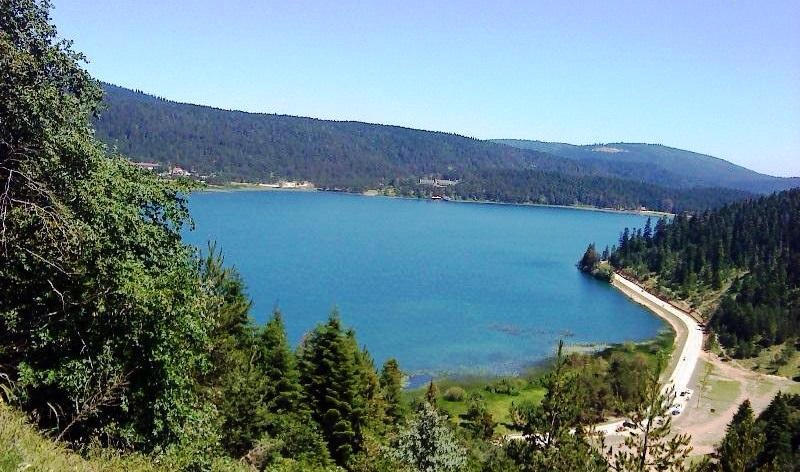
Sapanca

صبنجة (بالتركية: Sapanca)‏ مدينة في تركيا. بسيطة هادئة وحالمة وسط أحضان الطبيعة، تحولت مدينة صبنجة خلال السنوات القليلة الماضية إلى ملاذ آمن للاسترخاء والاستجمام، حيث أصبحت هذه المدينة مشهورة عند العرب من دول الخليج العربي واشتهرت مؤخراً بالسياحة والاستجمام.
هي مدينة في مقاطعه صقاريا، بمنطقة مرمرة في تركيا. فهي تقع في الطرف الآسيوي لمدينة إسطنبول وتبعد عن الجانب الأوربي حوالي 130 كم وتبعد عن منطقة أزميت حوالي 15كم ويبعد عنها مطار صبيحة الدولي والذي يعتبر محطة لمناطق أوروبا 60كم وويبعد مطار اتاتورك 140كم.
وتعتبر مدينة صبنجة من أجمل الأماكن في تركيا ومن أجمل المدن لكونها مدينة الأحلام وهذا لقبها ويحيطها هذه المدينة الكثير من الشلالات وبحيرة صبنجة الكبيرة والتي تعد الأكبر في تركيا والأقرب إلى إسطنبول وسميت هذه البحيرة بنفس اسم المدينة ويلقبونها لبحيرة بصبنجة جول. ويوجد بها الكثير من التلال ويوجد بها جبل كارتبه المشهور بها وهذا الجبل لمحبي التزلج في الشتاء.
من حيث الموقع تحتل هذه المدينة موقعاً استرتيجيا مهما في تركيا من حيث الطبيعة الخلابة والرائعة التي تأسر العقول قبل القلوب وتعتبر هذه المدينة السياحية اقرب مصيف ومشتى لإسطنبول وملاذا لراحة والاسترخاء لسياح العرب ومكاناً حيوياً
ظروفها المناخية رائعة ففي الصيف تصل درجة الحرارة بشكل أقصى إلى 27 درجة وفي الشتاء إلى تحت الصفر 7 درجات تحت الصفر.
معظم سكانها أتراك وهناك أكثر من 1000 عربي يعيشون فيها بشكل دائم.
والملايين من العرب والأوروبيين والأتراك يأتون لزيارة هذه المدينة في كل عام لأن هذه المدينة الرائعة هي ملاذ الراحة والاستجمام والمتعة وتحتوي على العديد من الأماكن الرائعة.